# هربرت تیلور (شناگر)
هربرت تیلور (به انگلیسی: Herbert Taylor) (زادهٔ ۷ ژوئن ۱۸۹۲) شناگر اهل ایالات متحده آمریکا است.